# Heinrich Brockhaus
Heinrich Eduard Brockhaus, född 3 mars 1858 i Leipzig, död där 24 oktober 1941, var en tysk historiker och konsthistoriker, son till förläggaren Eduard Brockhaus, sonson till förläggaren Heinrich Brockhaus. 
Brockhaus blev 1882 filosofie doktor i historia vid Leipzigs universitet, 1885 privatdocent och 1892 extra ordinarie professor där. År 1897 övertog han ledningen av konsthistoriska institutet i Florens, en befattning som han frånträdde 1912. 
Han utgav flera verk i historia och konsthistoria, däribland Unsere heutige Baukunst (1895), Forschungen über florentiner Kunstwerke (1902) och Deutsche städtische Kunst und ihr Sinn (1916).